# Truncus intestinalis

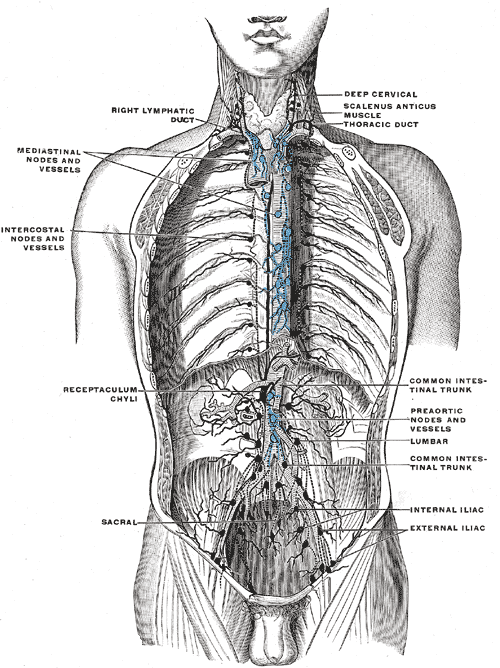
Eingeweidelymphknoten und Sammelstämme des Menschen

Der Truncus intestinalis („Darmstamm“) ist ein unpaarer Lymphsammelstamm der Bauchhöhle. Er sammelt beim Menschen die Lymphe aus den Eingeweidelymphknoten (Nodi lymphoidei intestinales oder Nll. preaortici). In Höhe des Zwerchfells vereinigt er sich mit den beiden Lendenstämmen zur Lendenzisterne (Cisterna chyli).
In der Tieranatomie wird als Truncus intestinalis lediglich der Abflussstamm des vorderen Gekröselymphzentrums (Lymphocentrum mesentericum craniale) bezeichnet. Er mündet bei Pferden, manchmal auch bei Ziegen direkt Lendenzisterne. Bei Raubtieren und Paarhufern vereinigt er sich jedoch meist mit dem Truncus coeliacus zum Eingeweidestamm (Truncus visceralis), welcher dann in die Lendenzisterne zieht.